# OTE

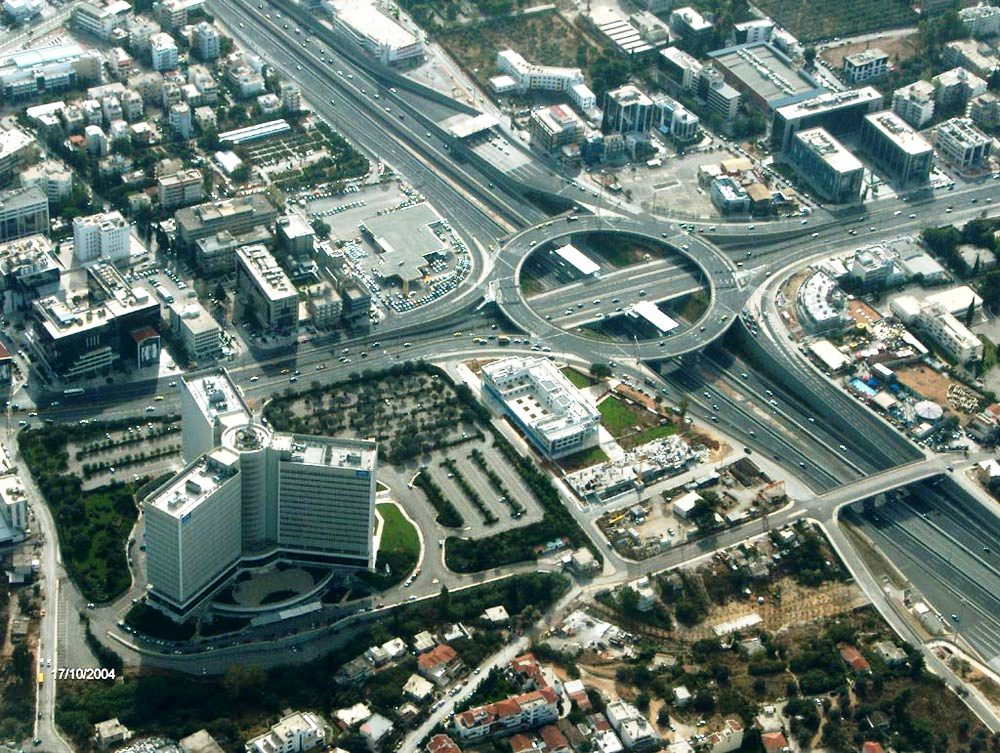
Die Verwaltung der OTE in Marousi

Die Hellenic Telecommunications Organization S.A., griechisch OTE A.E. (kurz für Οργανισμός Τηλεπικοινωνιών Ελλάδος Organismos Tilepikinonion Ellados „Organisation der Telekommunikation Griechenlands“), ist ein ehemals staatliches Telekommunikationsunternehmen in Griechenland. Zum 14. August 2025 hielt der griechische Staat noch 1,2 %, der griechische Sozialversicherungsträger EFKA 6,71 % und die Deutsche Telekom 54,62 % der Anteile an der Gesellschaft. 36,59 % der Aktien waren in Streubesitz. Die Aktien der OTE werden unter anderem an der Athener Börse und der New York Stock Exchange gehandelt und sind im Athex Composite Share Price Index gelistet. Die unternehmerische Führung liegt bei der Deutschen Telekom. 

## Geschichte
Das Telefonnetz in Griechenland war in der ersten Hälfte des 20. Jahrhunderts in zahllose private Gesellschaften fragmentiert. Das einzig größere Unternehmen, die 1926 gegründete private Α.Ε.Τ.Ε. (Ανώνυμης Ελληνικής Τηλεφωνικής Εταιρείας) wurde vom Staat gekauft, mit dem Ziel durch eine Zentralisierung das Angebot zu verbessern. Hierzu wurde am
23. Oktober 1949 die OTE als staatliches Fernmeldeunternehmen gegründet. In den frühen 1990er Jahren expandierte das Unternehmen nach Südosteuropa.
Seit 1996 ist die OTE an der Athener Börse gelistet, seit 1998 auch an der New Yorker. 2003 begann der Konzern ADSL in Griechenland anzubieten. 2008 wurde die Deutsche Telekom Anteilseigner der OTE. Der Einstieg der Deutschen Telekom bei OTE war im griechischen Parlament Anlass für eine Grundsatzdebatte. Die Opposition machte die Rückabwicklung der Telekombeteiligung zum Wahlkampfthema.
Die OTE war 2004 nationaler Sponsor der Olympischen Spiele. Von 2001 bis 2006 war das Unternehmen Trikotsponsor des Fußball-Erstligisten Panathinaikos Athen.

## Beteiligungen
- 1997 gründete OTE gemeinsam mit Telenor das griechische Mobilfunkunternehmen Cosmote. Seit 2008 besitzt OTE alle Anteile an Cosmote. Über Cosmote war OTE in Rumänien im Mobilfunk aktiv. Das Cosmofon-Netz in der ehemaligen jugoslawischen Republik Mazedonien musste im März 2009 aufgrund des Einstiegs der Deutschen Telekom bei OTE für 190 Mio. Euro an die slowenische Telekom verkauft werden, da die Deutsche Telekom dort schon ein Netz betreibt (Makedonski Telekom) und damit Marktführer ist.[4] Die bulgarische Mobilfunktochter wurde im April 2013 für 717 Mio. Euro an Telenor verkauft.[5]
- Am größten Telekommunikationsunternehmen Armeniens Armentel hielt OTE ab 1998 90 % der Anteile. Hier war es zu Schwierigkeiten gekommen, da OTE vorgeworfen wurde, die Monopolstellung der Armentel auszunutzen und bei der Privatisierung eingegangene Bedingungen unzureichend zu erfüllen. Nachdem OTE gedroht hatte, sich aus Armentel zurückzuziehen, wurde mit der armenischen Regierung ein Kompromiss gefunden, bei dem OTE im Festnetzgeschäft Monopolist bleibt, im Gegenzug aber einwilligte, die Monopolstellung von ArmenTel GSM in der Mobiltelefonie aufzugeben, woraufhin zügig eine zweite Mobilfunklizenz an eine Firma aus dem Libanon vergeben wurde. Am 3. Dezember 2006 wurde die Beteiligung für 341,9 Mio. Euro an Beeline, den zweitgrößten Mobilfunkoperator in Russland verkauft.
- 1997 erwarb OTE 20 % an der Telekom Srbija. Im Januar 2012 kaufte die Republik Serbien die Anteile für 300 Mio. Euro zurück, sodass das Unternehmen nun wieder komplett dem Staat gehört.[6]
- 1998 übernahm OTE 35 % an der rumänischen „RomTelecom“. Später erwarb OTE weitere Anteile und war nun mit 54 % größter Anteilseigner. Die weiteren 46 % waren im Besitz des rumänischen Staates. Im September 2014 wurde RomTelecom in Telekom Romania umbenannt.[7]
- Im Februar 2013 verkaufte OTE seine Anteile am Satellitenbetreiber „Hellas Sat“ für 208 Mio. Euro an „Arabsat“.[8][9]
- Im Jahr 2019 verkaufte OTE die albanische Tochter Telekom Albania an das bulgarische Unternehmen Albania Telecom Invest AD, an dem ein Mehrheitsaktionär der bulgarischen Vivacom und ein albanischer Investor beteiligt sind.[10][11] Im September 2020 verschwand die Marke Telekom aus dem albanischen Markt und wurde durch One Telecommunications ersetzt.
- Im Jahr 2021 hat OTE seine Beteiligung an Telekom Romania an Orange Romania verkauft[12]
- Im Jahr 2024 hat OTE mit Vodafone und Digi Communications eine Absichtserklärung zum Verkauf von Telekom Romania Mobile unterzeichnet.[13] Vodafone teilte jedoch mit, dass die Gespräche noch in einem frühen Stadium seien und es keine Gewissheit über einen Vertragsabschluss gebe.